# Айяла, Роберто
Робе́рто Фабиа́н Айя́ла (исп. Roberto Fabián Ayala; род. 14 апреля 1973[…], Парана) — аргентинский футболист, олимпийский чемпион 2004 года. Один из лучших защитников в истории аргентинского футбола, многолетний капитан национальной сборной. Провёл 115 матчей за сборную Аргентины.
Своё прозвище «Мышонок» (исп. El Ratón) Роберто получил «по наследству» от форварда Рубена Айялы, участника чемпионата мира 1974 года, даже несмотря на то, что они не являются родственниками.

## Общая информация
Родился в городе Парана. До 1995 года выступал за аргентинские клубы, в том числе «Ривер Плейт». В 1995 году перешёл в итальянский «Наполи», за который выступал 3 года, после чего перешёл в «Милан». В составе «Милана» стал чемпионом Италии 1999 года. В 2000 году перешёл в испанскую «Валенсию», в составе которой играл дольше всего — семь сезонов, дважды становился чемпионом Испании, стал обладателем Кубка УЕФА и Суперкубка 2004 года. В том же году стал олимпийским чемпионом. В дальнейшем он перешёл в «Вильярреал» в качестве свободного агента. Летом 2007 года «Сарагоса» выкупила его контракт за 6 миллионов евро.
В декабре 2010 года Айяла принял решение завершить профессиональную карьеру игрока.

## Сборная
- Первый матч: 16.11.1994 с Чили 3:0 (Сантьяго)
- Последний матч: 15.07.2007 с Бразилией 0:3 (Маракайбо)

## Достижения

### Командные
- Олимпийский чемпион 2004
- Вице-чемпион Олимпиады 1996
- Победитель Панамериканских игр 1995
- Финалист Кубка конфедераций 1995 (Кубок Короля Фатха)
- Чемпион Аргентины 1994
- Чемпион Италии 1998/99
- Чемпион Испании 2001/02, 2003/04
- Обладатель Кубка УЕФА 2004

### Личные
- Южноамериканская команда года: 1994[4]
- Лучший защитник европейского сезона 2000/01 годов (по версии UEFA)
- Команда года по версии ESM: 2003/04
- Член символической сборной чемпионата мира 2006
- Обладатель пятого результата по числу проведенных матчей за национальную сборную после Маскерано, Ди Марии, Хавьера Санетти и Месси[5]